# Circaputo hirsutus
Circaputo hirsutus är en insektsart som beskrevs av Mckenzie 1962. Circaputo hirsutus ingår i släktet Circaputo och familjen ullsköldlöss. Inga underarter finns listade i Catalogue of Life.